# Ruisseau de la Courbière
Le ruisseau de la Courbière est une rivière du département de l'Ariège, dans la région Occitanie, dans le Sud de la France et un sous-affluent de la Garonne par l'Ariège.

## Étymologie
La dénomination de « Courbière » de la rivière est récente puisqu'elle n'est attestée qu'à partir de 1832. Autrefois la rivière s'appelait « fleuve » ou « rivière de Rabat ». Si la rivière ne porte pas ce nom, la vallée, elle, l'a toujours porté. L'appellation de "vallée de la Corbière" est attestée dès le XIe siècle et probablement antérieure. Au XIVe siècle le prénom "Corbeyran" porté par Corbeyran de Foix-Rabat, précepteur puis gouverneur de Gaston Fébus montre la prévalence de ce nom dans la noblesse de souche de la vallée .

## Géographie

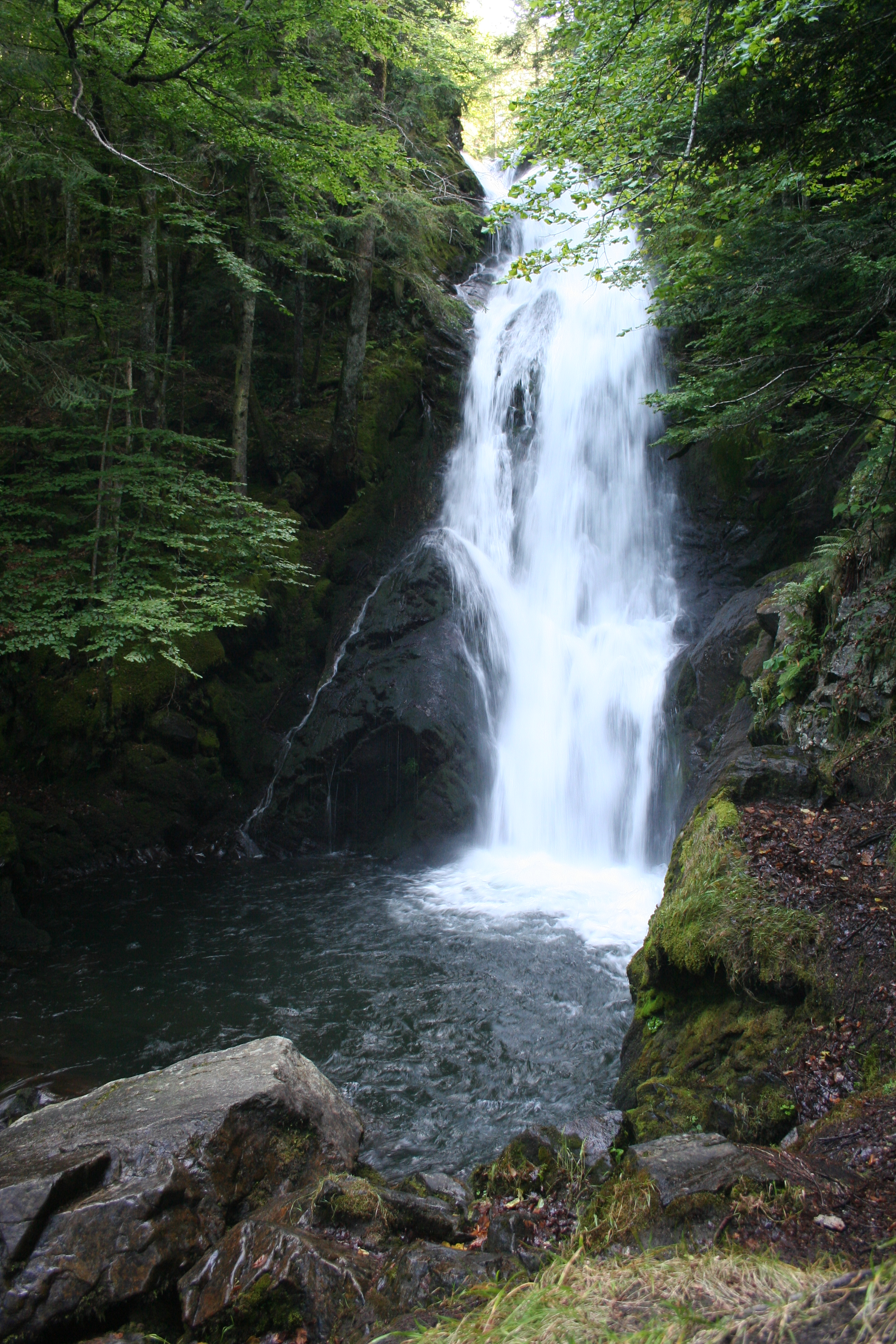
La cascade du Ressec en aval du gué éponyme

De 15,7 km de longueur, le ruisseau de la Courbière prend sa source dans les Pyrénées sur le versant oriental du pic des Trois-Seigneurs, à 2 199 mètres d'altitude, au-dessus du village de Rabat-les-Trois-Seigneurs, et se jette dans l'Ariège en aval de Tarascon-sur-Ariège après 15.7 km de cours,.

## Communes traversées

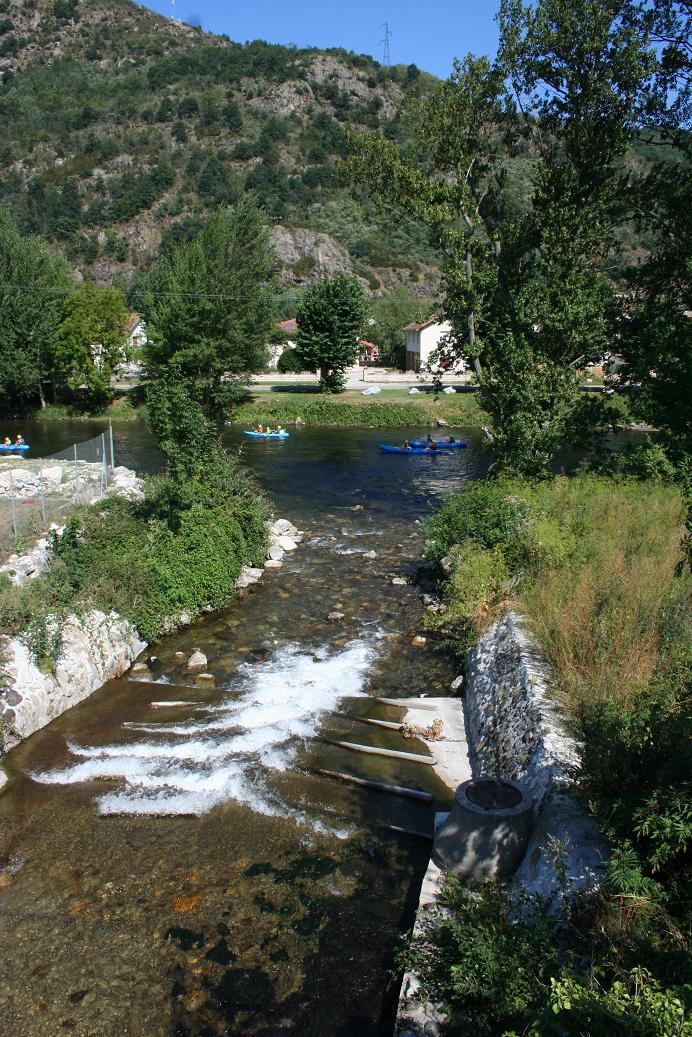
Confluent de la Courbière et de l'Ariège

Vue panoramique de la basse vallée de la Courbière

La Courbière coule dans le seul département de l'Ariège. Elle traverse les communes de Rabat-les-trois-seigneurs, de Surba et de Tarascon-sur-Ariège. Les communes de Gourbit, de Banat (ancienne commune), de Quié et de Bédeilhac-et-Aynat ont également tout ou partie de leur territoire dans la vallée de la Courbière.

### Cours
La vallée de la Courbière est orientée ouest-est. Elle prend sa source sur le flanc est du pic des Trois-Seigneurs qui la limite à l'ouest. Elle se jette à l'est dans l'Ariège en aval de Tarascon-sur-Ariège, au pied de la montagne du Sédour. Caractérisée  par un régime nival, elle charrie une eau très pure, légèrement ferrugineuse et pratiquement sans calcaire. Plusieurs hautes cascades entrecoupent son cours, la plus spectaculaire étant la cascade du Ressec en aval du gué du Ressec. Sa source principale se situe dans le cirque de Coumeders au pied du col de la Pourtanelle (la petite porte). Une source secondaire est le déversoir des étangs bleus à 1 790 mètres. La jasse des étangs bleus est située en amont du glacier d'Embans (1 640 mètres) disparu depuis le début des années 2000.

### Hydrographie
Ses principaux affluents sont:

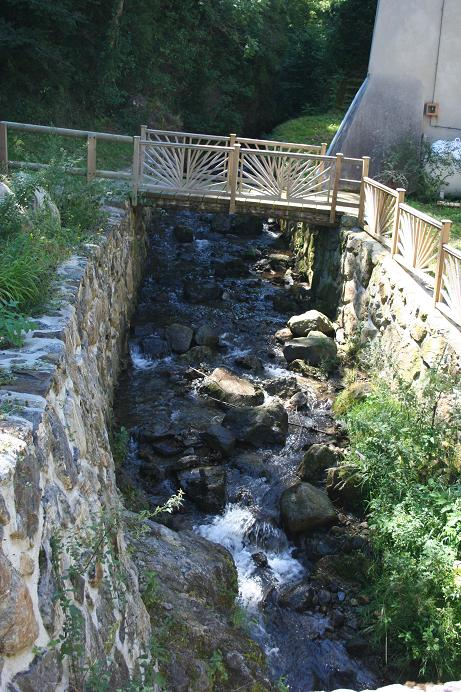
Le ruisseau de Gourbit, affluent de la Courbière

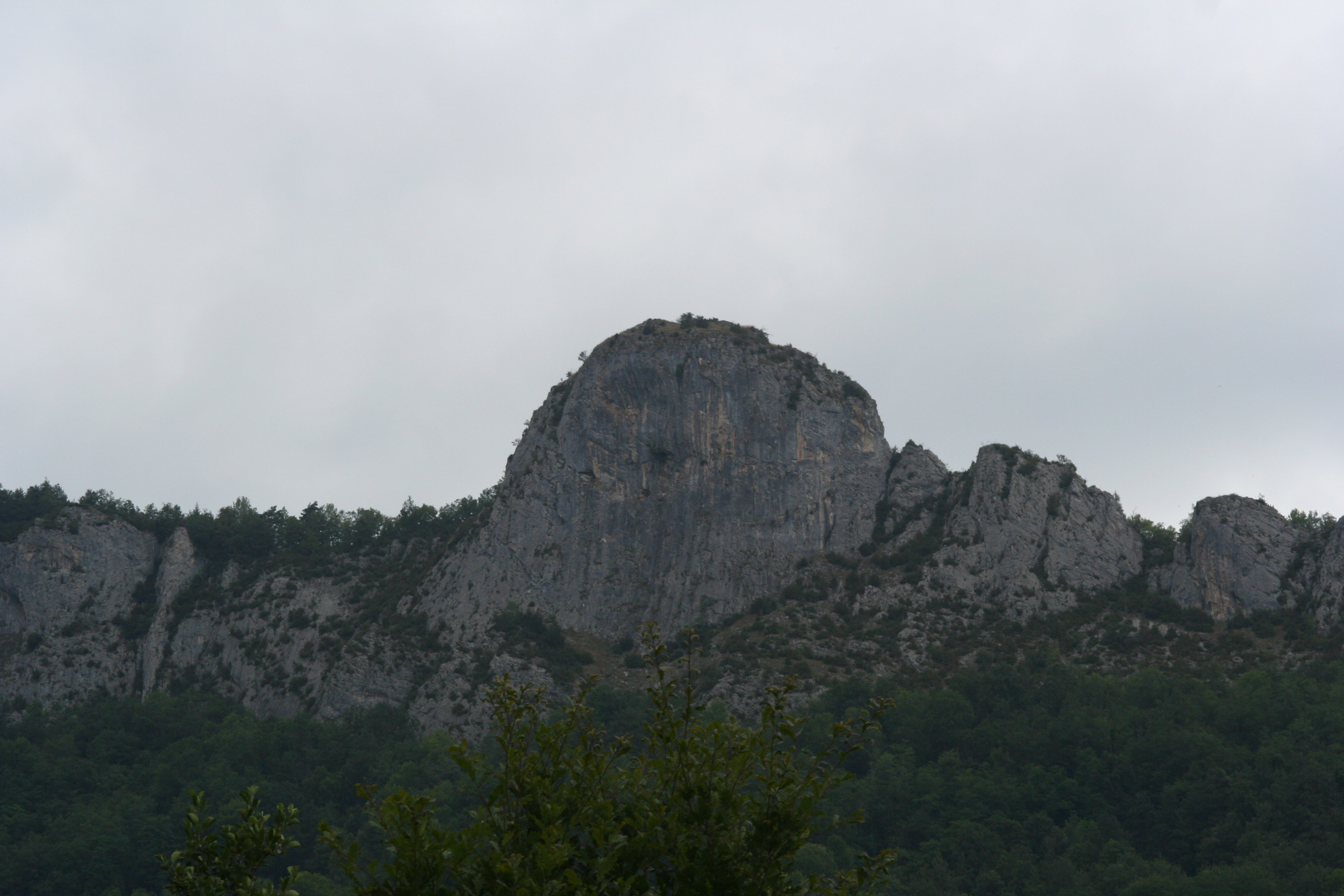
Emplacement de l'ancien château de Miramont

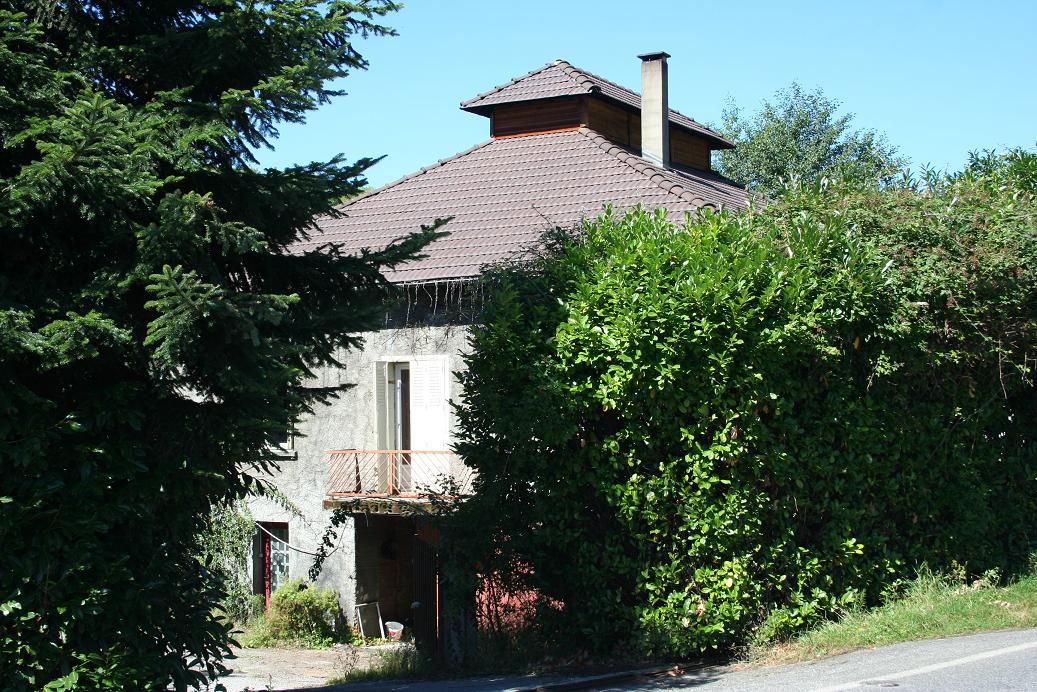
Ancienne forge transformée en pisciculture dans la basse vallée de la Courbière

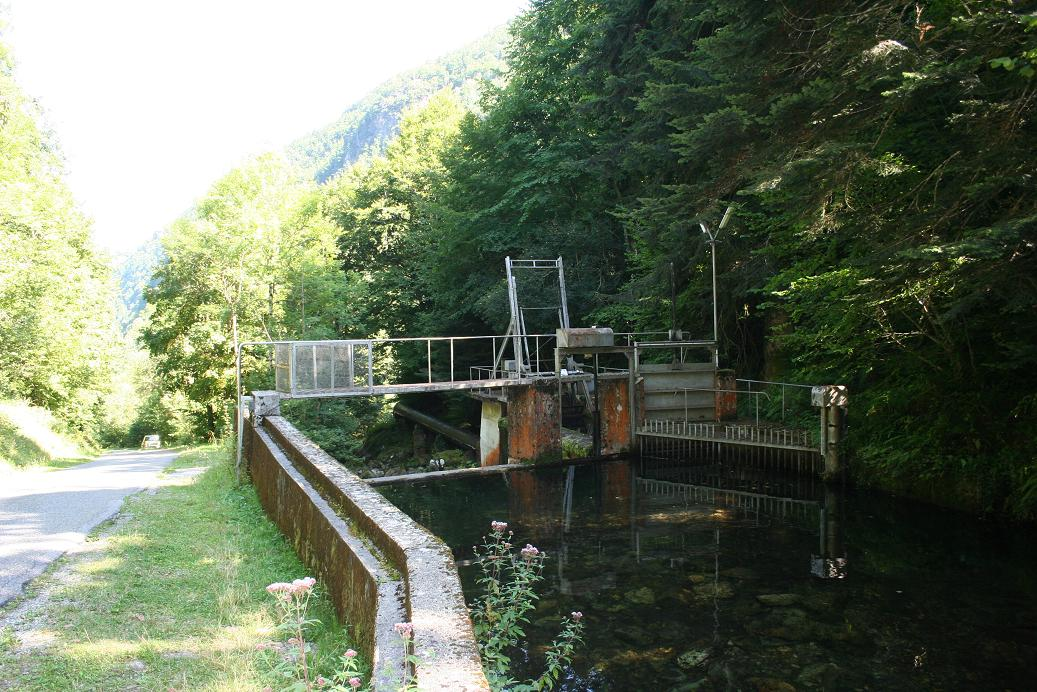
Prise d'eau d'une microcentrale électrique sur la Courbière en aval de la cascade du Ressec

- Ruisseau de Freychinet : 2,6 km en rive gauche, en dessous du gué du Ressec,
- Ruisseau de Gourbit ou ruisseau de l'Étang d'Artats : 5,3 km déversoir de l'étang d'Artax, en rive droite, au niveau du hameau de la Freyte.
- Ruisseau de Barataus : 2,4 km

### Hydrologie
La Courbière est caractérisée par un régime nival.

## Histoire
La présence humaine est attestée depuis plus de 15 000 ans dans la vallée de la Courbière ou de nombreuses œuvres primitives peintures, gravures et sculptures ont été retrouvées.
Les premiers documents écrits remontent au VIIIe siècle, à l'époque ou Charlemagne vint combattre les Sarrasins dans la région. À la fin du VIIIe siècle est établi sur la roche ronde qui domine la basse vallée de la Courbière une forteresse, le Château de Miramont. Le village au pied de la forteresse s'appelle Rabat. Forteresse se dit Ribat en Arabe, peut-être est-ce là l'origine du toponyme, mais d'autres hypothèses existent.
Au XIIIe siècle, la vallée de la Courbière fut un repaire d'hérétiques, réfugiés dans le château de Miramont et dans des communautés villageoises, parmi lesquelles un "couvent Cathare" à Rabat dont une tour ronde et l'escalier associé subsistent encore.
La vallée a connu une industrie de la métallurgie basée sur des forges à la catalane, procédé de conversion directe du minerai par bas-fourneau, au XVIIIe siècle et au XIXe siècle, puis par hauts-fourneaux situés à Tarascon-sur-Ariège, que les mines alimentèrent par des bennes suspendues à un câble jusqu'au début du XXe siècle . De nombreux balcons et ouvrages de fer comme des croix de mission subsistent de cette époque. Une association d'aide aux mineurs, la société d'entraide de Saint-Roch subsiste également , bien que n'ayant plus aucune activité liée aux mines, fermées depuis longtemps. Deux forges subsistent, l'une à l'état de ruine, l'autre transformée en pisciculture.
Le glacier d'Ambans, disparu depuis le début des années 2000, était exploité pour alimenter en glace la ville de Toulouse.

## Aménagements
De nombreuses microcentrales hydroélectriques jalonnent le cours de la Courbière. Les Amis de la vallée de la Courbière ont restauré des orris et aménagé un sentier de randonnée d'environ trois heures.

## Activités économiques
L'activité pastorale est prédominante dans la vallée.
Depuis la mise en place du haut débit numérique, une activité tertiaire de services se développe.
La rivière termine son cours en traversant la zone industrielle de Tarascon-sur-Ariège où l'activité est essentiellement commerciale et artisanale. Il n'y a plus de grosses industries dans la vallée.

## Milieu naturel
(faune, flore, menaces, protection)

## Parc de la préhistoire
Le Parc pyrénéen de l'art préhistorique est établi depuis 1994 à Banat sur la rive droite de la Courbière et présente au public dans un cadre à la fois ludique et pédagogique la préhistoire en Ariège.